# Malchower Aue
Die Malchower Aue ist ein 22,2 Hektar großes Naturschutzgebiet im Berliner Ortsteil Malchow im Bezirk Lichtenberg.

## Geschichte
Am Ende der Weichsel-Kaltzeit vor etwa 10.000 Jahren grub das Schmelzwasser eine Rinne im Barnim, einer von der Eiszeit gebildeten Hochfläche. Die Rinne mündet im Süden in den Malchower See. Durch die allmähliche Verlandung der zunächst mit Wasser gefüllten Senke entstand ein Niedermoor. Das Moor wurde im 18. Jahrhundert mit Hilfe eines Grabens entwässert, der heute Dorfgraben Malchow heißt. Die entstanden Flächen wurden als Wiesen genutzt. Die Malchower Aue lag inmitten der Malchower Rieselfelder, die von 1884 bis 1969 bewirtschaftet wurden. 1931 wurde in der Malchower Aue die Kleingartenanlage Wiesenhöhe gegründet, die 1951 erweitert wurde. 1979 gab man die Wiesennutzung weitgehend auf und baute bis 1983 großflächig Torf ab. Ein kleinerer Teil der Abbauflächen wurde mit Bodenaushub und Bauschutt verfüllt. Das Material stammte von der Großbaustelle der Plattenbausiedlung Hohenschönhausen-Nord (seit 2002 Ortsteil Neu-Hohenschönhausen), die von 1981 bis 1989 gebaut wurde. Der Rest blieb als offene Wasserflächen erhalten. 1985 gab es einen Plan, ab 1990 einen Volkspark Malchower See anzulegen. Die Malchower Aue sollte Teil des Volksparks werden. Die Erdaushubdeponie sollte zum Wintersporthügel mit Aussichtspunkt werden. Wegen der Wende und friedlichen Revolution in der DDR wurde der Plan nicht umgesetzt. Das Plattenbaugebiet wurde von 1990 bis 1997 saniert. Zur Erdaushubdeponie in der Malchower Aue kam eine Betonbruchdeponie. 1994 wurden die entstandenen zwei Deponiehügel mit Erdaushub von der Baustelle des Linden-Center in Hohenschönhausen abgedeckt und die Deponie geschlossen. Ein Lagerplatz am Wartenberger Weg ist erhalten geblieben. Um die Niedermoorwiesen mit den Torfstichen und dem angrenzenden Bruchwald zu erhalten, wurde die Malchower Aue 1995 unter Schutz gestellt.

## Ausgestaltung

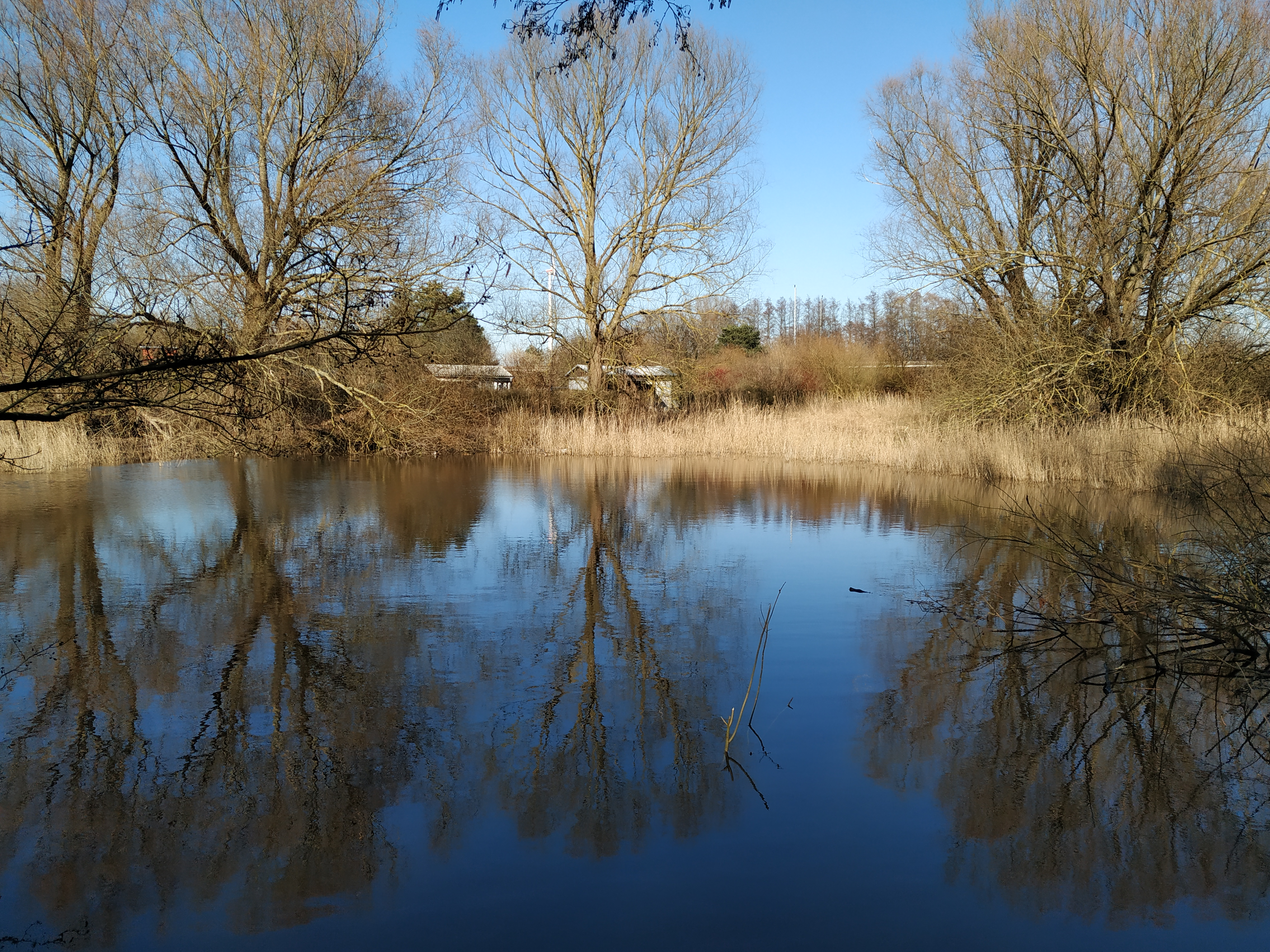
Einer der sieben Torfstiche im Naturschutzgebiet

Das 22,2 ha große Gelände umfasst neben Resten der die gesamte Niederung prägenden Feuchtwiesen und Erlenbruchwälder sieben durch Torfstich entstandene und Torfstich genannte Teiche mit Röhrichten sowie staudenreiches Grasland. Im Südosten des Geländes wurde Mitte der 1980er Jahre Bodenaushub von der Plattenbausiedlung Hohenschönhausen-Nord abgeladen. Nachdem diese Mutterbodendeponie 1992 mit Mulch abgedeckt worden war, siedelten sich wärmeliebende Pflanzen und für feuchte Niederungen untypische Halbtrockenrasen an. Auf der entstandenen Anhöhe befindet sich ein Aussichtspunkt. Zahlreiche Wege in der Malchower Aue wurden benannt. Diese „Straßennamen“ sind mit grünen Schildern und weißer Schrift gekennzeichnet. Es handelt sich um Parkwege, die der Benutzung durch Fußgänger und Radfahrer vorbehalten sind. Besonders erwähnenswert ist hier wohl der Max- und Herta Naujocks-Weg. Dieser führt von der Dorfstraße südlich um den Malchower See herum, dann nordwärts über den Wartenberger Weg und die Margaretenbrücke hinweg bis zur Astridstraße.

## Fauna und Flora
In der Malchower Aue gibt es über 300 höhere Pflanzenarten, etwa 40 Vogelarten, sechs Lurcharten, sieben Fischarten und Larven von etwa 20 verschiedenen Libellen. Beispielhaft seien genannt Graue Kratzdistel (Cirsium canum), Kopfweide, Zwergmaus, Braunkehlchen, Schwalbenschwanz, Beutelmeise, Erdkröte, Grasfrosch, Dreistachliger Stichling, Eisvogel, Teichrohrsänger, Hauhechel-Bläuling, Blutströpfchen, Stieglitz, Heidelibelle, Reiherente, Rohrammer, Weißstorch, Grünspecht und Nachtigall.